# Mind and Life intézet
A Mind and Life Institute (Tudat és Élet intézet) nonprofit szervezet, amelynek célja a tudat tudományos megértése, az emberi szenvedés csökkentése és az emberi boldogulás támogatása. Ennek eléréséhez támogatják a tudományközi párbeszédeket a nyugati tudományok, filozófiák, humán tárgyak és a keleti kontemplatív hagyományok között. A szervezet támogatja a meditáció és egyéb kontemplatív gyakorlatokon keresztül történő személyes vizsgálódás beépítését a hagyományos tudományos módszertanba. Az 1-2 évente megrendezésre kerülő "Tudat és Élet" rendezvényeken már közel 30 éve vesz részt Tendzin Gyaco, a 14. Dalai Láma. A több napos eseményeken buddhista és nyugati tudósok szoktak részt venni. Az értekezések négy fő kutatási területet érintettek eddig: kvantummechanika, pszichológia, neurotudomány és kozmológia. A különféle témák közül egy-két fontosabb: függőség, ökológia, etika, figyelem, neuroplaszticitás, ártó érzelmek, altruizmus, gazdaság stb. Daniel Goleman amerikai pszichológus, újságíró az egyik tudományos találkozóról a következőket írta: 
|  | „Az i.e. 5. században élt Gautama Buddha óta központi fontosságú az őt követő gyakorlók számára a tudat elemzése és működése. A tudatnak ezt az elemzését a Buddha halála utáni ezer év alatt rendszerbe foglalták, amelynek a páli elnevezése Abhidhamma (vagy szanszkrit nyelven Abhidharma - magyarul 'legfelsőbb szintű tan'.... Ma a buddhizmus minden ágának van egy saját verziója ezeknek az alapvető pszichológiai tanításoknak..."” |
|  | |

## Története
Köztudott, hogy a 14. Dalai Lámát egészen gyerekkora óta érdekelték a tudományok. 1973-ban látogatást tett a Cambridge-i Egyetem asztrofizikai laboratóriumában. Tíz évvel később részt vett az Alpbach szimpozia a tudatosságról című rendezvényen, ahol találkozott Francisco Varela chilei neurobiológus és filozófussal. Később többször beszélgettek egymással és a dalai láma egyik franciaországi tartózkodása során megegyeztek, hogy Varela egy hetet eltölt majd Dharamszalában Őszentségénél. A dalai láma találkozott egy amerikai buddhista jogásszal és üzletemberrel Adam Engle, akit szintén érdekelt ez a fajta tudományköziség. 1987-ben történt meg a találkozás, amely az első olyan hét volt, hogy a dalai láma párbeszédet folytatott nyugati tudósokkal. Egyetértettek abban, hogy a valóság természetének kutatásában a nyugati tudomány játszott eddig domináns szerepet, amely nem bizonyult elegendőnek. Úgy vélték, hogy ugyan a tudomány empirizmusra, technológiára, "objektív" megfigyelésre és elemzésre épül, további módszereket is be kell vetni egy sikeresebb vizsgálódás érdekében. Ezekkel egyenlő értékben az alaposan kifinomított kontemplációs gyakorlatokat és a befelé figyelés módszerét is lehetne és kell alkalmazni.
A Dalai Lámával való első párbeszéd óta már 26 rendezvényt tartottak, amelyek alkalmával találkozhatott a keleti és nyugati tudomány.

## Tudat és Élet Nemzetközi Szimpózium (2014)
A 2014-es Tudat és Élet Nemzetközi Szimpózium bevezető előadásán a dalai láma a következőképpen foglalta össze a modern tudományok és a buddhizmus párbeszédének fontosságát:
Én buddhista szerzetes vagyok. A mi hagyományunkat úgy nevezik, hogy Nálanda hagyomány. A gondolkodásmódunkat jól mutatja Buddha egyik mondása: “Ó, szerzetesek és tudósok, ne fogadjátok el a tanításaimat hit által vagy elkötelezettségből, csak alapos vizsgálat, kutatás és kísérlet után.” Emiatt sok előkelő Nálanda mester gondolkodott ekképpen: Mindig vizsgálódj, vizsgálódj. Még Buddha idejében sem volt könnyű megérteni a tanításokat szó szerint. A modern tudományok szintén a vizsgálat módszerét használják, hogy megértsék a valóságot. Emiatt, a Nálanda hagyomány diákjaként mindig volt bennem egy természetes érdeklődés a tudományos kutatások iránt, már egész fiatal koromtól kezdve. Aztán fokozatosan közvetlen kapcsolatba léptem tudósokkal. Először csak kíváncsiságból. Azután világossá vált, hogy a találkozások meglehetősen hasznosak mindkét fél számára. Ezután a találkozók szervezeti formát öltöttek. A legfőbb egyházi intézményeinkben ma már a curriculum-ba beépítették a nyugati tudományokat. Szóval a koncepció már ott van. A további vizsgálódás hasznos lehet a buddhista diákok számára. A tudósoknak vannak bizonyos részletes magyarázataik az emberi tudatról. A tudásukat valamelyest segítették a buddhista információk is. Főleg a tiéteket [nevet], agykutatókét [ismét nevet], akik próbáljátok megtalálni, hogy mi az érzelem, úgy, hogy állatok agyát tesztelitek. Elég nehéz ügy! Hogy még alapvetőbb módokat találjanak, kutatják az agysejtek mozgását. Természetesen a tudat és az érzelmek nagyon szoros kapcsolatban állnak. Ezért az együttműködés természetesen gazdagítja a tudásunkat a külső és a belső világról. Ez a tudás tisztán tudományos.
Van a fizikai testünk és a tudatunk. Legfőbb célunk a boldog élet. Ez azt jelenti, hogy egészséges a testünk és a tudatunk. A modern tudomány főleg a fizikai vagy anyagi jelenségekkel foglalkozik. Ez hatalmas segítség a fizikális egészség eléréséhez. Ugyanakkor, néhány tudós felismerte azt is, hogy az egészséges test nagyban függ az egészséges tudattól. Hogyha megengeditek ezt az apró észrevételt, tisztelettel, a nyugodt tudat elérésének általános módszere [egyelőre] a nyugtató, az alkohol és a drogok. Pedig, ha találnánk más módot a békés tudat kialakítására, akkor azt érdemes lenne megvizsgálni. Megéri. Nem a következő életről beszélek, vagy a mennyországról, pokolról, buddhista üdvözülésről, nirvánáról, meg ezekről a dolgokról. Hanem egyszerűen arról, miképp teremtsünk boldog individuumokat, boldog családokat, ezen keresztül boldog társadalmat és legvégül boldog emberiséget. Azt hiszem, hogy ez a tudósok felelőssége, hogy ne csak növeljék a tudásukat, hanem a tudásukat használják arra, hogy az az emberiség javára szolgáljon. Azt hiszem, hogy a múltban néhány tudós, köztük nukleáris fizikusok, rendkívüli mértékben járultak hozzá, hogy még több félelem legyen az emberekben - a nukleáris fegyverek, neutronbomba, stb. Briliáns elméjüket a pusztítás szolgálatába állították. Sajnos, elég kár. A csodálatos agyukat arra használták, hogy szenvedést és félelmet okozzanak. Elég kár. A másik pedig az, hogy a vallásos hit is néha törést okoz. Ebben a szent pillanatban is embereket ölnek meg a vallás nevében. Tehát a vallásos hit is okoz problémákat. Harmóniát és testvériséget kellene, hogy hozzon, azonban olykor csak még több félelmet és erőszakot szül. Szörnyű. Gondolkoznunk kell. Ezért ez a fajta találkozó hasznos lehet. Ennek segítségével előmozdíthatjuk, hogy kialakuljon egy egészséges és boldog világ. 
Még egy dolog, a 7 milliárd emberből 1 milliárd nem hívő. Ezeket az embereket csak úgy lehet tanítani ha meggyőződnek a belső értékekről és a tudományos kutatás fontosságáról. Ez pedig a tudósok felelőssége. Nem az enyém. Ha képesek elmagyarázni, hogy nyugodt tudattal egészségesebbek lehetnek. A folyamatos harag és szorongás rosszat tesz az egészségnek. Talán ha a tudósok mondják, akkor az emberek jobban odafigyelnek mintha én mondanám akár ezerszer is. Talán oda sem figyelnek rám. Emiatt fontos együttműködnünk.

## Igazgatótanács

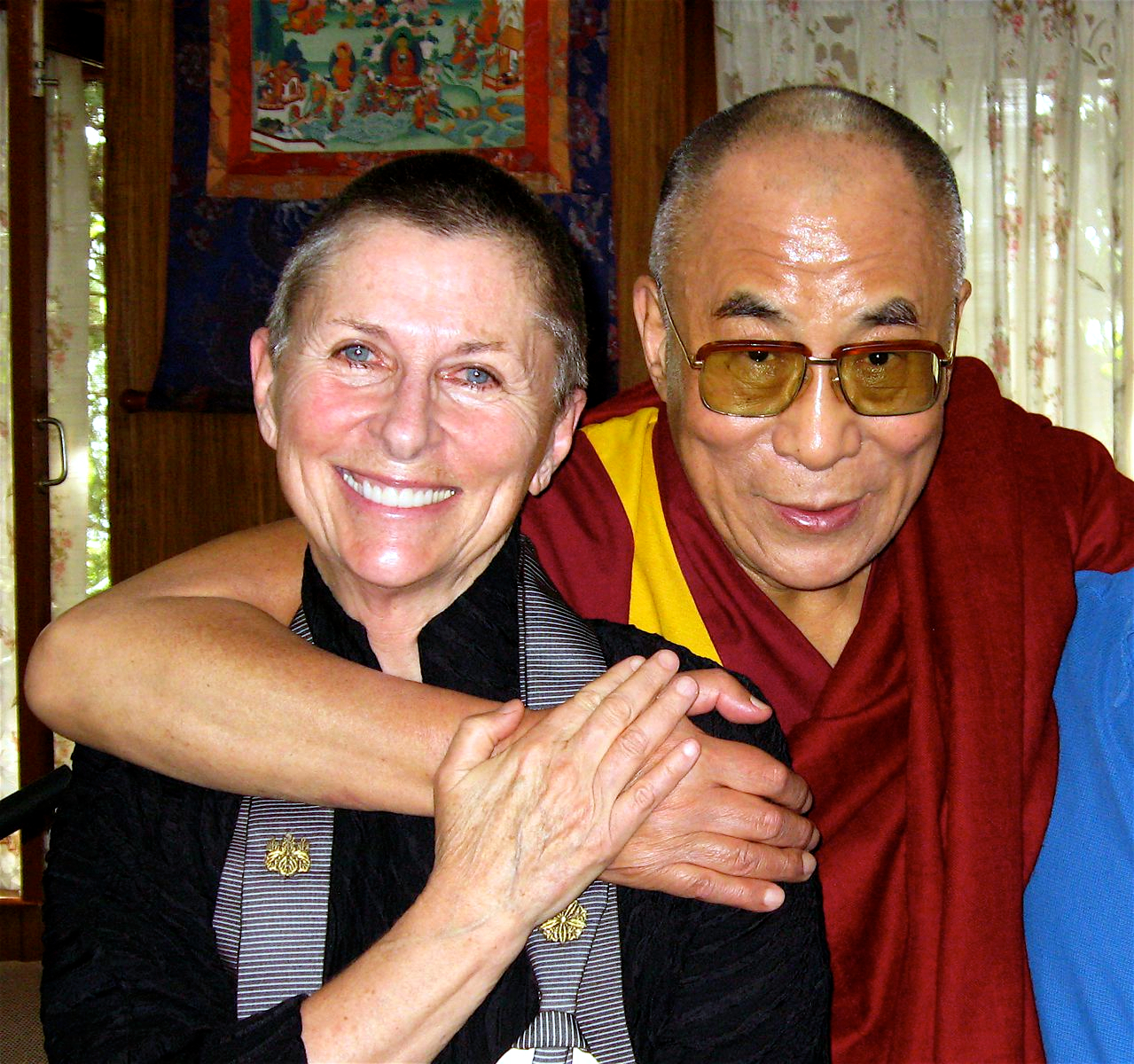
Joan Halifax és Tendzin Gyaco, a 14. Dalai Láma a 14. Tudat és Élet konferencián Dharamszalában, 2007.

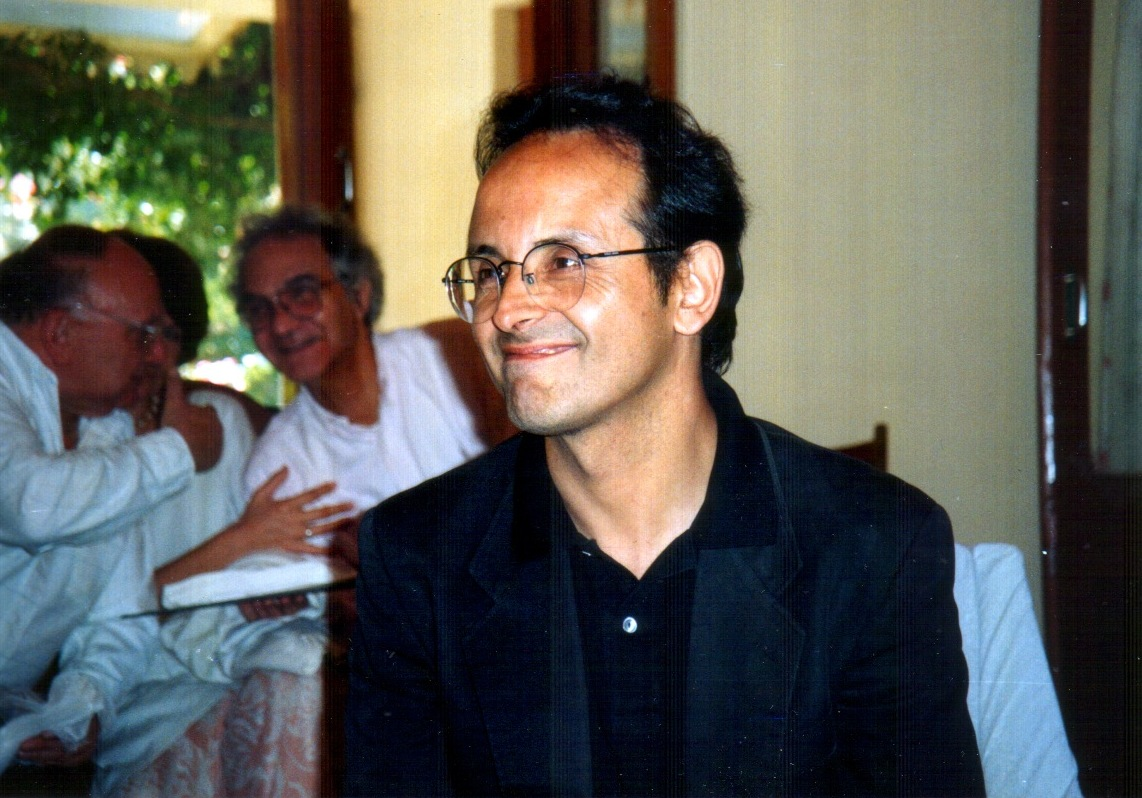
Francisco Varela Dharamszalában, 1994.

- Tendzin Gyaco (tiszteletbeli elnök)
- Adam Engle (elnök és társalapító)
- Francisco Varela (társalapító) (1946. szeptember 7. – 2001. május 28.)
- Tendzin Csoegyal
- Richard Davidson
- Daniel Goleman
- Joan Halifax
- Anne Harrington
- Jon Kabat-Zinn
- Matthieu Ricard
- Bennett M. Shapiro
- Ulco Visser
- B. Alan Wallace
- Raymond Gellein
- Geshe Thupten Jinpa
- Sona Dimidjian
- John D. Dunne
- Diego Hangartner
- Alfred Kaszniak
- Clifford Saron
- Evan Thompson

Ösztöndíj programjain keresztül az intézet támogatja az egyéni kutatásokat. Minden évben összehívja a nyári kutatóintézetet (Summer Research Institute), illetve kétévente konferenciát szervez a kontemplatív tudományok részére (International Symposium for Contemplative Studies). Több sikeres könyvre is befolyással volt az intézet (Sharon Begley, Daniel Goleman, Anne Harrington, Arthur Zajonc). Az intézeten keresztül a kutatók több kulcs fontosságú tudományt és több mint 200 újságcikket, fejezetet és könyvet jelentettek meg és több mint 300 nyilvános fellépésen tartottak előadásokat.

## Tudat és Élet konferenciák

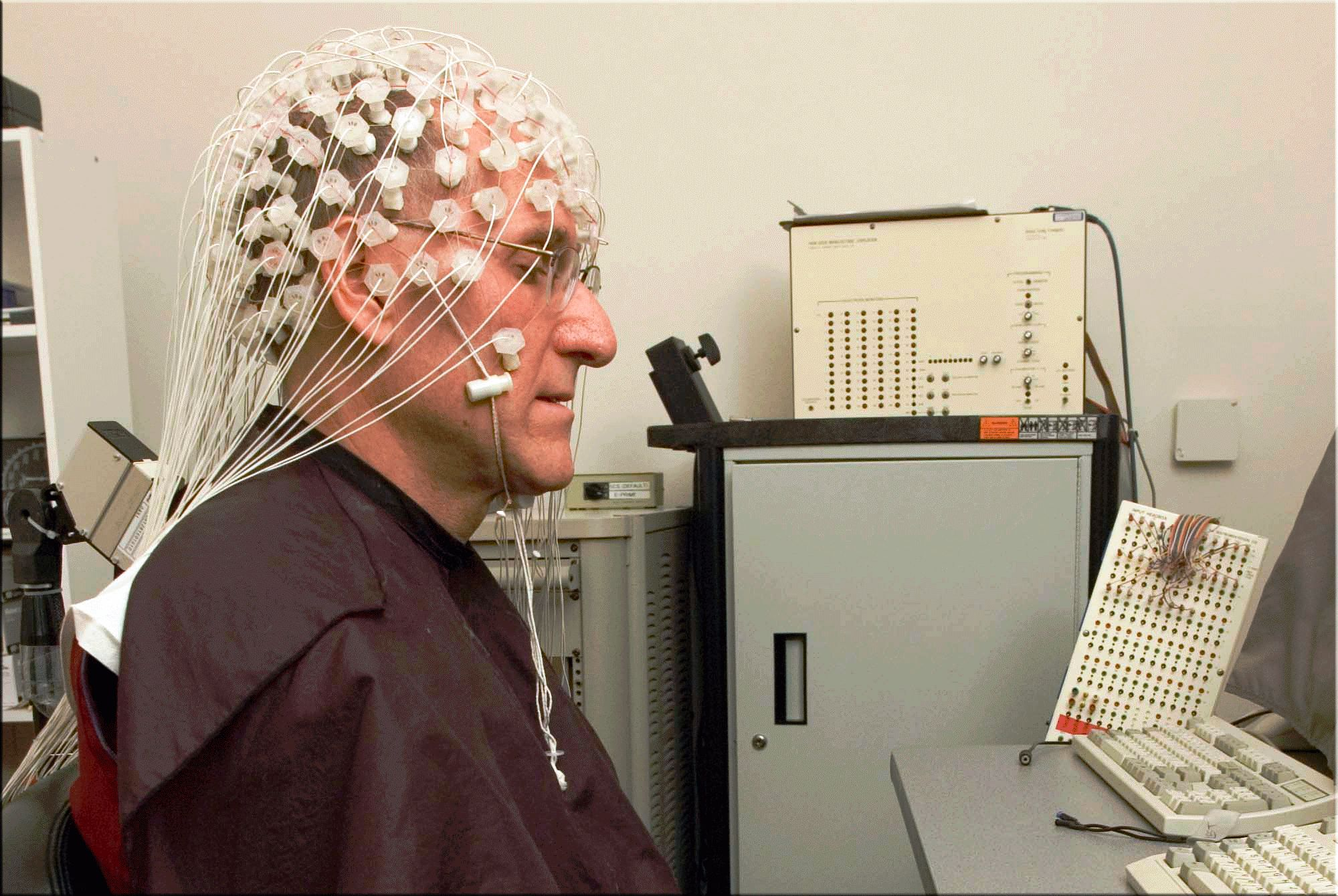
Barry Kerzin, amerikai orvos professzor és buddhista szerzetes meditációt végez, miközben EEG (elektroenkefalográfia) teszttel vizsgálják egy MLI neurotudományos kutatás során

### 1987: Tudat és Élet I
Párbeszéd a buddhizmus és a kognitív tudományok között Dharamszala, India
- Kiadvány : Gentle Bridges: Conversations with the Dalai Lama on the Sciences of Mind ,[6]
- Résztvevők : 14. Dalai Láma, Newcomb Greenleaf, Jeremy Hayward, Robert Livingston, Pier Luigi Luisi, Eleanor Rosch és Francisco J. Varela. tolmácsok: Thupten Dzsinpa és B. Alan Wallace

### 1989: Tudat és Élet II
Párbeszéd a buddhizmus és a neurotudományok között Newport Beach, Kalifornia, USA
- Kiadvány : Consciousness at the Crossroads: Conversations with the Dalai Lama on Brain Science and Buddhism.[7]
- Résztvevők : 14. Dalai Láma, Patricia Smith Churchland, Antonio R. Damasio, J. Allan Hobson, Lewis L. Judd és Larry Ryan Squire. Tolmácsok: Thupten Dzsinpa és B. Alan Wallace

### 1990: Tudat és Élet III
Az érzelmek és az egészség Dharamszala, India
- Kiadvány : Healing Emotions: Conversations with the Dalai Lama on Mindfulness, Emotions, and Health,[8]
- Résztvevők : Tendzin Gyaco, Francisco J. Varela, Joyce McDougall, Jayne Gackenbach, Jerome Engel és Joan Halifax. tolmácsok: Thupten Dzsinpa és B. Alan Wallace
- Ebből a találkozásból kezdődött a buddhista meditáció neurobiológiai tanulmányozása. A projekt egyszerűsítése végett hozták létre a Tudat és Élet intézetet.

### 1992: Tudat és Élet IV
Alvás, álmodás és halál Dharamszala, India
- Kiadvány : Sleeping, Dreaming, and Dying: An Exploration of Consciousness with the Dalai Lama,[9]
- Résztvevők : 14. Dalai Láma, Jerome Engel, Jayne Gackenbach, Joan Halifax, Joyce McDougall, Charles Taylor, Francisco Varela. Tolmácsok: Thupten Dzsinpa és B. Alan Wallace

### 1995: Tudat és Élet V
Altruizmus, etika és együttérzés Dharamszala, India
- Kiadvány : Visions of Compassion: Western Scientists and Tibetan Buddhists Examine Human Nature
- Résztvevők : 14. Dalai Láma, Nancy Eisenberg, Robert H. Frank, Anne Harrington, Elliott Sober és Ervin Staub. Tolmácsok: Thupten Dzsinpa és B. Alan Wallace

### 1997: Tudat és Élet VI
Az új fizika és a kozmológia Dharamszala, India
- Kiadvány : The New Physics and Cosmology: Dialogues with the Dalai Lama
- Résztvevők : 14. Dalai Láma, Arthur Zajonc, David Finkelstein, George Greenstein, Piet Hut, Tu Wei-ming és Anton Zeilinger. Tolmácsok: Thupten Dzsinpa és B. Alan Wallace

### 1998: Tudat és Élet VII
Episztemológiai kérdések a kvantummechanikában és a keleti kontemplatív tudományokban Innsbruck, Ausztria
- Résztvevők : 14. Dalai Láma, Arthur Zajonc és Anton Zeilinger. Tolmácsok: Thupten Dzsinpa és B. Alan Wallace

### 2000: Tudat és Élet VIII
Ártalmas érzelmek Dharamszala, India
- Kiadvány : Destructive Emotions: A Scientific Dialogue with the Dalai Lama par Daniel Goleman.[10]
- Résztvevők : 14. Dalai Láma, Daniel Goleman, Richard J. Davidson, Paul Ekman, Owen Flanagan, Mark Greenberg, Matthieu Ricard, Jeanne Tsai, Francisco Varela. Tolmácsok: Thupten Dzsinpa és B. Alan Wallace

### 2001: Tudat és Élet IX
A tudat, az agy és az érzelmek átalakítása Madison, Wisconsin, USA
- Résztvevők : 14. Dalai Láma, Richard J. Davidson, Paul Ekman, Jon Kabat-Zinn, Michael Merzenich, Matthieu Ricard, Francisco Varela, Antoine Lutz. Tolmácsok: Thupten Dzsinpa és B. Alan Wallace

### 2002: Tudat és Élet X
Az anyag természete, az élet természete Dharamszala, India
- Résztvevők : 14. Dalai Láma, Arthur Zajonc, Michel Bitbol, Steven Chu, Ursula Goodenough, Eric Lander, Pier Luigi Luisi, Matthieu Ricard, Antoine Lutz. Tolmácsok: Thupten Dzsinpa és B. Alan Wallace

### 2003: Tudat és Élet XI
A tudat vizsgálata Cambridge, MA, USA

### 2004: Tudat és Élet XII
Neuroplaszticitás: A tanulás és az átalakulás neuron szubsztrátumai Dharamsala, India
- Résztvevők : 14. Dalai Láma, Richard J. Davidson, R. Adam Engle, Fred H. Gage, Michael J. Meaney, Kazuo Murakami, Helen J. Neville Matthieu Ricard, Phillip R. Shaver, Evan Thompson. Tolmácsok: Thupten Dzsinpa és B. Alan Wallace

### 2005: Tudat és Élet XIII
A meditáció tudománya és klinikai alkalmazásai Washington DC, USA
- Kiadvány : The Mind's Own Physician: A Scientific Dialogue with the Dalai Lama on the Healing Power of Meditation - Jon Kabat-Zinn és Richard Davidson.[11]

### 2007: Tudat és Élet XIV
A világegyetem egy atommagban párbeszéd Dharamsala, India
- Résztvevők : 14. Dalai Láma, Richard J. Davidson, John Dunne, Paul Ekman, R. Adam Engle, Martha Farah, George Greenstein, Matthieu Ricard, Bennett M. Shapiro, Wolf Singer, Joan Halifax, Evan Thompson, Anton Zeilinger, Arthur Zajonc. Tolmácsok: Thupten Dzsinpa és B. Alan Wallace

Video recording available here: https://www.youtube.com/user/gyalwarinpoche#g/c/B99CDF90B3832607

### 2007: Tudat és Élet XV
Tudatosság, együttérzés és a depresszió kezelése 2007. október 20. — Emory Egyetem, Atlanta, Georgia
- Résztvevők : 14. Dalai Láma, Richard J. Davidson, John Dunne, Geshe Lobsang Tenzin (Negi), Helen S. Mayberg, Charles B. Nemeroff, Robert A. Paul, Charles L. Raison, Zindel V. Segal. Tolmácsok: Thupten Dzsinpa és B. Alan Wallace

### 2009: Tudat és Élet XVIII
Figyelem, memória és a tudat: a pszichológiai, neurobiológiai és kontemplatív perspektívák szinergiája Őszentségével a Dalai Lámával 2009. április 6-10. — Dharamszala, India
- Résztvevők: 14. Dalai Láma, David E. Meyer, B. Alan Wallace, Anne Treisman, Rupert Gethin, Adele Diamond, Amishi Jha, Clifford Saron, Elizabeth Phelps, Shaun Gallagher. Tolmács: Geshe Thupten Dzsinpa

Elérhető videó:  (angolul)

### 2009: Tudat és Élet XIX
Világpolgárok oktatása a 21. századra: Oktatók, tudósok és kontemplatív párbeszéd az egészséges tudat, agy és szív műveléséről 2009. október 8–9. — Washington D.C., USA
- Résztvevők: 14. Dalai Láma, Marian Wright Edelman, Daniel Goleman, Richard Davidson, Linda Lantieri, Peter L. Benson, Martin Brokenleg, Ronald E. Dahl, Linda Darling-Hammond, Jacquelynne S. Eccles, Nancy Eisenberg, R. Adam Engle, Mark Greenberg, Joan Halifax, Takao Hensch, Geshe Thupten Dzsinpa, Anne C. Klein, Kathleen McCartney, Matthieu Ricard, Lee Shulman.

### 2010: Tudat és Élet XX
Altruizmus és együttérzés a gazdasági rendszerekben: párbeszéd a közgazdaságtan, a neurotudomány és a kontemplatív tudományok között 2010. április 9–11. — Zürich, Svájc.
- Résztvevők: 14. Dalai Láma, Thupten Dzsinpa, Ernst Fehr, William Harbaugh, Richard Layard, Tania Singer, Richard Davidson, Sanjit Bunker Roy, William George, Antoinette Hunziker-Ebneter, Arthur Vayloyan, Matthieu Ricard, Roshi Joan Halifax, John Dunne, Gert Scobel, Daniel Batson, Joan Silk, Diego Hangartner.

### 2013: Tudat és Élet XXVII
Sóvárgás, vágy és függőség
Dr. Nora Volkow, Kent C. Berridge, Thupten Dzsinpa, 14. Dalai Láma
Gaden Phodrang Dharamszala, India, 2013. október 28 - november 1-ig.

## Bibliográfia
- Marcia Barinaga, Studying the Well-Trained Mind, Science, 3 October 2003, Vol. 302 no. 5642 pp. 44–46, doi:10.1126/science.302.5642.44
- Pier Luigi Luisi, Zara Houshmand, Mind and life: discussions with the Dalai Lama on the nature of reality, Columbia University Press, 2009, ISBN 0-231-14550-0, ISBN 978-0-231-14550-3
- Gay Watson, Beyond happiness: deepening the dialogue between Buddhism, psychotherapy and the mind sciences, Karnac Books, 2008, ISBN 1-85575-404-5, ISBN 978-1-85575-404-1
- B. Alan Wallace, Buddhism & Science: breaking new ground, Columbia University Press, 2003, Appendix: a History of the Mind and Life Institute : pp. 417–421.

## Külső hivatkozások
- Az intézet hivatalos oldala
- Audio Interview on  - R. Adam Engle
- A 18. és 19. Tudat és Élet párbeszéd